# Jordon Varnado
Jordon Malik Varnado (ur. 12 maja 1997 w Brownsville) – amerykański koszykarz, występujący na pozycjach skrzydłowego, od 2022 zawodnik Pistoia Basket.
W 9 reprezentował Toronto Raptors, podczas rozgrywek letniej ligi NBA oraz obozu przedsezonowego.
30 lipca 2020 dołączył do GTK Gliwice. 25 lipca 2023 przedłużył umowę z włoskim Pistoia Basket.
Jego starszym bratem jest Jarvis, były zawodnik NBA.

## Osiągnięcia
Stan na 1 grudnia 2023, na podstawie, o ile nie zaznaczono inaczej.
NCAA
- Uczestnik turnieju:
  - NCAA (2017)
  - Portsmouth Invitational Tournament (2019)
- Mistrz turnieju konferencji Sun Belt (2017)
- Zaliczony do:
  - I składu:
    - Sun Belt (2017)
    - turnieju Sun Belt (2017)

  - II składu Sun Belt (2018)
- Zawodnik tygodnia Sun Belt (14.02.2017, 21.01.2019)

Drużynowe
- Wicemistrz II ligi włoskiej A2 (2023)
- Uczestnik rozgrywek FIBA Europe Cup (2019/2020)

Indywidualne
- Zaliczony do I składu kolejki EBL (7, 9, 19, 22 – 2020/2021)[4][5][6][7]